# Stephan Heinrich von Eberstein
Graf Stephan Heinrich von Everstein (* 10. April 1533; † 6. Oktober 1613 auf Schloss Quarkenburg) war Diplomat der Herzöge von Pommern, Herr auf Naugard und Massow und Landrat ebenda.

## Familie
Stephan Heinrich von Everstein war ein Sohn des Grafen Georg von Everstein (1481–1553) und dessen Frau Walpurgis, geb. Gräfin Schlick (1500–1575). Er heiratete am 10. August 1577 in Frauenberg die Witwe des Grafen Johann Bernhard von Eberstein, Gräfin Margarethe von Dietz (1544–1608), eine Tochter des Landgrafen Philipp I. von Hessen (1509–1567) aus dessen Zweitehe mit Margarethe von der Saale. Seine Frau hinterließ ihm drei Kinder.

## Werdegang
Er studierte zuerst in Wittenberg, später auch in Italien, Frankreich und England. Anschließend fand er am Reichskammergericht eine Wirkungsstätte und stand danach im Dienst des Herzogs Ludwig von Württemberg und des Erzbischofs Gebhard von Köln. 1593 begab er sich zurück nach Pommern und trat in den Dienst der dortigen Herzöge. 1603 wurde er Landrat. Er verstarb auf dem von ihm errichteten Schloss zu Quarkenburg.